# Elymus longisetus
Elymus longisetus är en gräsart som först beskrevs av Albert Spear Hitchcock, och fick sitt nu gällande namn av Jan Frederik Veldkamp. Elymus longisetus ingår i släktet elmar, och familjen gräs. Inga underarter finns listade i Catalogue of Life.